# Nigu River
Der Nigu River ist ein etwa 139 Kilometer langer rechter Nebenfluss des Etivluk River im Norden des US-Bundesstaats Alaska. 

## Verlauf
Der Nigu River entspringt in der Brookskette auf einer Höhe von etwa 1300 m nahe dem Imakturok Pass. Das Quellgebiet befindet sich innerhalb der Yukon-Koyukuk Census Area. Er fließt anfangs etwa 13 km nach Nordosten. Anschließend biegt der Fluss nach Westen ab und erreicht den Northwest Arctic Borough. Ab Flusskilometer 104 fließt der Nigu River durch ein breites Tal gesäumt von Bergen in nordwestlicher Richtung. Dieser Flussabschnitt liegt in einem zur Noatak National Preserve gehörenden Gebiet. Ab Flusskilometer 90 fließt der Nigu River im North Slope Borough. Er nimmt die Flüsse Inyuraktoak Creek, Itilyiargiok Creek und Otirgon Creek rechtsseitig auf. Auf seinen letzten 37 Kilometern wendet sich der Nigu River in Richtung Nordnordwest. Er verlässt die nördlichen Vorberge der Brookskette und durchquert das Tiefland der North Slope. Der Nigu River mündet schließlich knapp 2,5 km ostsüdöstlich des Hügels Puvakrat Mountain in den Etivluk River.

## Namensgebung
Der Fluss erhielt seinen heutigen Namen 1925 von Gerald FitzGerald (1930 veröffentlicht), ein Mitarbeiter des United States Geological Survey (USGS). Nigu ist ein Eskimo-Wort für „Regenbogen“ und bezieht sich offenbar auf den mehrfarbigen Felsen Nigu Bluff, aus Chertgestein bestehend, unweit der Flussmündung.

## Flussfauna
Im Fluss kommen die Arktische Äsche und der Amerikanische Seesaibling vor.

## Einzugsgebiet
Der Nigu River entwässert ein Areal von etwa 1630 km². Das Einzugsgebiet des Nigu River grenzt im Nordosten an die Einzugsgebiete von  Kutchaurak Creek, East Fork Etivluk River und Kurupa River, im Südosten an das des Killik River und an das des Alatna River, im Südwesten an das des Noatak River sowie im Westen an das des oberen Etivluk River.

## Flussbefahrung
Der Nigu River ist mit einem aufblasbaren Kajak oder einem faltbaren Kanu befahrbar. Rafting ist wegen der meist geringen Wasserführung weniger geeignet, höchstens mit einem kleinen Raft. Von Coldfoot, am Dalton Highway gelegen, kann man ein Wasserflugzeug buchen, das einen am Nigu River absetzt. Bei stärkerer Wasserführung kann man die Flussfahrt vom Oberlauf beginnen, andernfalls bietet sich ein See 3 Meilen oberhalb der Einmündung des Otirgon Creek als Startpunkt an. Bis zur Mündung in den Etivluk River sind es 70 bzw. 45 Meilen. Der Schwierigkeitsgrad auf dieser Strecke liegt bei II. Anschließend sind es 25 Meilen bis zur Mündung in den Colville River. Diese Strecke ist überwiegend vom Schwierigkeitsgrad I. Es gibt lediglich 3 oder 4 Stromschnellen der Klasse II. Auf dem Colville River können noch weitere 70 Meilen bis zum Killik River zurückgelegt werden. Die Umgebung ist Bären- und Moskitogebiet.